# 6, 7, 8
6, 7, 8 foi um programa de TV argentino transmitido pelo Canal 7 (Argentina) desde 6 de abril de 2009 a 2015. O programa buscou analisar a cobertura da mídia argentina sobre diversos temas. Inicialmente, o título era Seis na Sete, Seis en el Siete, a las 8:00 Foi um dos programas mais assistidos da televisão argentina.

## Apresentadores
Inicialmente, foi apresentado por Maria Julia Oliván e um painel formado por Orlando Barone, Carla Czudnowsky, Luciano Galende, Massa Corporal Pouco Eduardo Alcântara e Sandra Russo, além de um analista convidado, em cada programa, afirmando seu ponto de vista sobre os diferentes temas abordados.
Em fevereiro de 2010, houve um retorno ao ciclo da jornalista Sandra Russo, que se afastou dele em dezembro do ano passado, mesmo sem interromper completamente a sua participação no programa. Nora Veiras posteriormente ingressou na Czudnowsky Carla substituição.
No início de janeiro 2012 edições de Dante se juntou Palma (Professor de Filosofia e Doutor em Ciência Política, Vinte e colunista da revista) e Cynthia Garcia (jornalista e colunista da manhã, o programa apresentado por Victor Hugo Morales Radio Continental). A 16 de janeiro de 2012 entrou Edgardo Mocca (cientista político e professor da Universidade de Buenos Aires). Em março de 2012 se juntou Mariana Moyano (especialista em Ciências da Comunicação e professor da Universidade de Buenos Aires). Em sua edição de terça-feira, 13 outubro, 2009, o programa divulgou um vídeo de 17 minutos, foi gravado por uma câmera escondida, e ele observa o jornalista Carlos Pagni, colunista do La Nacion, de receber propinas para publicação de informações falsas em detrimento da estatal petrolífera YPF. De YPF, começou uma queixa-crime contra Carlos Pagni .

## Origem
Seu nome vem do fato de que no início havia cinco membros no painel do programa, e seu lema era você (o espectador) é o sexto (6), no Canal 7 (7) às oito horas (8). Abreviou-se para a "6 , 7, 8 ". No final de 2009 o programa foi transferido para às 21:00 h, e foi adicionado novos palestrantes convidados, tornando assim mais de 6 membros.